# Онацький Никанор Харитонович
Никано́р Харито́нович Она́цький (* 8 (21) грудня 1874 (за ін. даними народився 28.12.1874(09.01.1875), цю дату відзначають деякі музеї, вона ж зазначена у рос. Вікіпедії), хутір Хоменки Бірківської волості Гадяцького повіту на Полтавщині — †23 листопада 1937 р., Полтава) — український живописець, поет, педагог, мистецтвознавець, громадський діяч. Організатор та директор Сумського художнього музею, тепер названого його ім'ям.

## Життєпис

Никанор Онацький. «Садиба», 1919 р. (садиба Надаржинської ?)

Народився в селянській сім'ї. Закінчив народну, а потім Гадяцьку повітову школу. З ранніх літ виявив хист до малювання. З 1899 р. навчався у Московському Строганівському училищі технічного малювання, але не закінчив його. Повернувся в Україну і навчався у Одеському художньому училищі, з 1903 р. — у Вищому училищі при Імператорській академії мистецтв, де його вчителем був Ілля Рєпін. Входив до нелегальних студентських гуртків у Санкт-Петербурзі, метою яких було збереження і розвиток української культури. Викладав малювання у навчальних закладах Лебедина (1906–1913 pp.), Сум (1913—1933 pp.), брав участь у художніх виставках.

### Лебединський період
У лебединський період (1906—1913) удосконалюється живописна майстерність Никанора Онацького, він створює реалістичні картини з народного побуту: «Місячна ніч», «Останній сніг», «Пасіка», «Надвечір'я», «Дзвін» та ін. Деякі з них були тиражовані як поштові картки. 1913 року на виставці в Полтаві експонувались «Хата», «На тирлі» та інші його картини.

### Сумський період

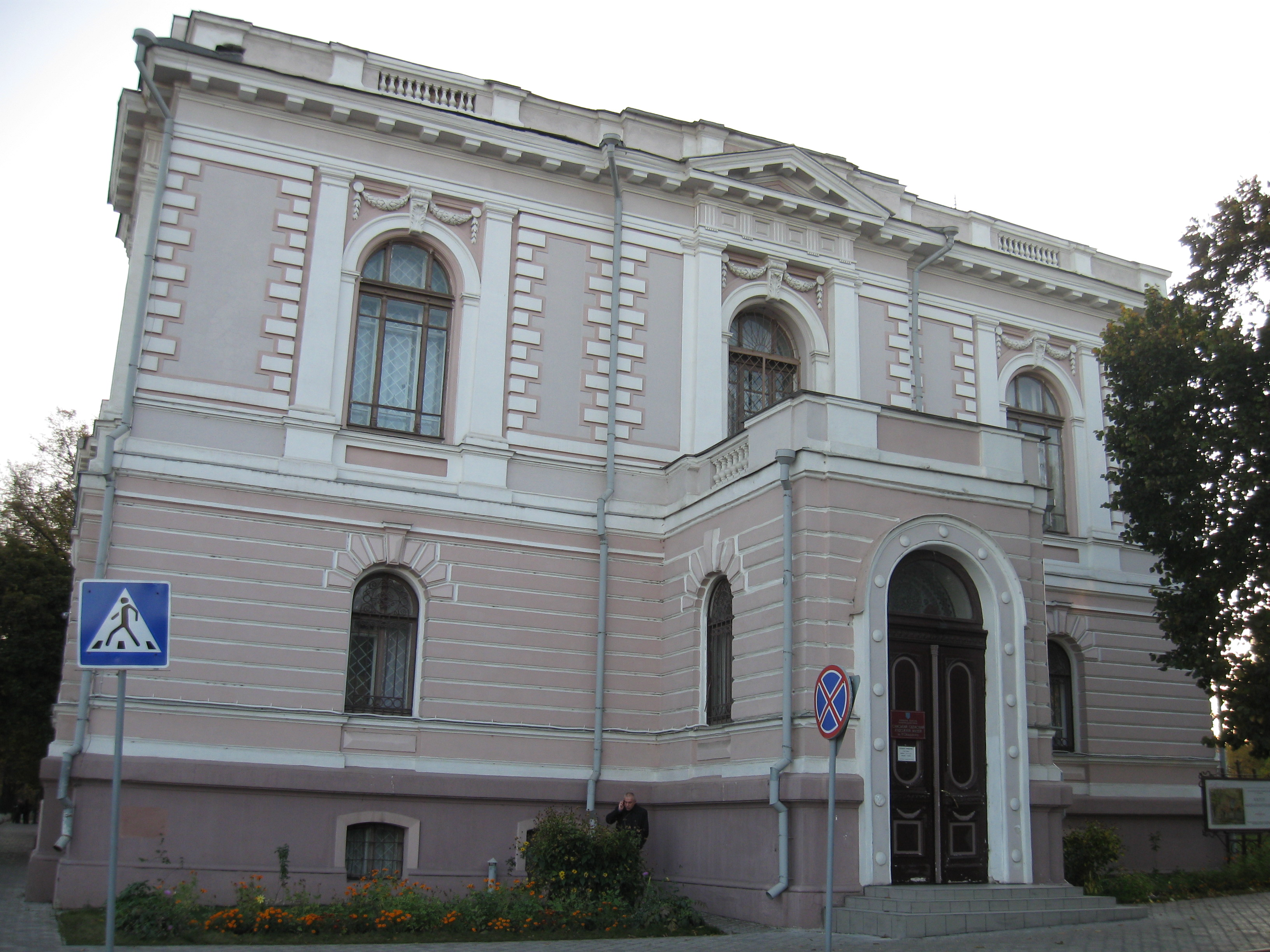
Сумський художній музей, головний фасад. Фото Ігоря Турча 2009 р.

Періодом активної творчої, педагогічної та громадської праці Онацького стало 20-річне життя в Сумах. В ці роки він займається літературною творчістю, виступає як публіцист і дослідник мистецтва. У роки революції активно співпрацював із українськими есерами, пізніше відійшов від політичного життя, зосередившись на науково-педагогічній і творчій роботі. У 1920 p. створив у Сумах історико-художній музей і протягом одинадцяти років був його керівником. Одним із найцікавіших відділів якого став Шевченківський зал.
З метою поповнення колекцій музею проводив дослідження археологічних пам'яток, збирав етнографічний матеріал. На 1 жовтня 1925 р. в музеї налічувалось 10279 експонатів. Серед них: 6416 стародруків, безцінні полотна Іллі Рєпіна, Володимира Боровиковського, Валентина Сєрова, старовинні козацькі парсуни Полуботків, Апостолів, інші унікальні пам'ятки. Чимало експонатів було відшукано безпосередньо Никанором Онацьким. Особливу цінність мали офорт Тараса Шевченка «У шинку» («Приятелі»), «Кобзар» з дарчим написом поета та інші. Внаслідок наукових пошуків і досліджень Никанор Онацький опублікував у Сумах такі брошури: «Межигірський фаянс», «Українське гутне скло», «Українська порцеляна» (всі — 1931 рік), «Старовинні кахлі Сумщини». 1930 року вийшла з друку дитяча п'єса «Новий світ». Подібна діяльність привернула увагу органів ДПУ, які звинуватили вченого в «українському буржуазному націоналізмі». Після публічного каяття в газеті «Плуг і молот» (1929 p.) цькування на деякий час припинилося, але на продовження нормальної роботи в Сумах сподіватись не доводилося. На початку 30-х років у музеї склалася нестерпна моральна обстановка. Онацького звинувачували в «ідейних збоченнях». Не врятував його і переїзд до Полтави, який він здійснив у листопаді 1933 року, де він очолив відділ етнографії місцевого краєзнавчого музею. За чиїмсь наклепом весною 1934 року його вперше заарештовують. У в'язниці, в камері № 62, написав «захалявний» цикл віршів «За ґратами». Ці твори пройняті духом шевченківської тюремної лірики. Музейну діяльність Онацького було кваліфіковано як націоналістичну, підривну щодо радянської влади. І хоч суд у 1935 році направив справу поета-в'язня на нове розслідування, а самого звільнив з-під варти, та через півтора року його знову заарештовують і без суду, за постановою особливої трійки при НКВС СРСР, страчують 23 листопада 1937 р. Без будь-яких на те підстав у обвинувальному висновку значилось, що Н. X. Онацький був «завербований полтавським націоналістом Майфетом у контрреволюційну націоналістичну організацію, яка готувала кадри для збройного повстання в країні». Характерно, що в УРЕ, як часто це робилося у подібних випадках з жертвами радянського терору, датою смерті Онацького було неправдиво вказано 2. VII. 1940.
Реабілітований 1956 року.

## Після нього: вдова і нащадки
У Полтаві в 30 — 60-і роки жила вдова українського письменника і художника Никанора Харитоновича Онацького Надія Василівна. Після смерті чоловіка вона пильно оберігала його творчий скарб — картини, етюди, друковані й рукописні вірші, фотографії, листи. Завдяки її зусиллям поволі виходило з непам'яті ім'я Никанора Онацького. Ще в 70-х роках відбулися виставки збережених нею художніх полотен. На щастя, не справдились розпачливі рядки поета, написані між в'язничних стін: «Все піде в царство небуття, Сліду жаданого не кине…»

## Поетичний доробок
Писати вірші почав рано, а розуміння справжньої ваги слова прийшло в роки революційного піднесення. Перший вірш «Погук» опублікував полтавське видання «Рідний край» в 1906 році. Поет закликає до пробудження «кривдою давньою, горем замучений, бідний, обшарпаний» рідний народ. Від цього часу ім'я Никанора Онацького з'являється в українських збірках і антологіях «З неволі», «Терновий вінок», «Розвага», «Українська муза» (всі — 1908 рік). Вірші його, в основному, оптимістичні, лише зрідка вчуваються нотки суму і безнадії, викликані поразкою революції 1905—1907 років.

## Дослідження творчості
Ключову роль у дослідженні біографії Онацького відіграли краєзнавчі статті та публікації сумського журналіста-дослідника Геннадія Петрова. Йому вдалося опублікувати частину знайденого матеріалу в тогочасній обласній газеті ЦК КПУ.

## Увічнення пам'яті
На честь українського художника, поета і музейника Никанора Онацького названо Сумський художній музей.

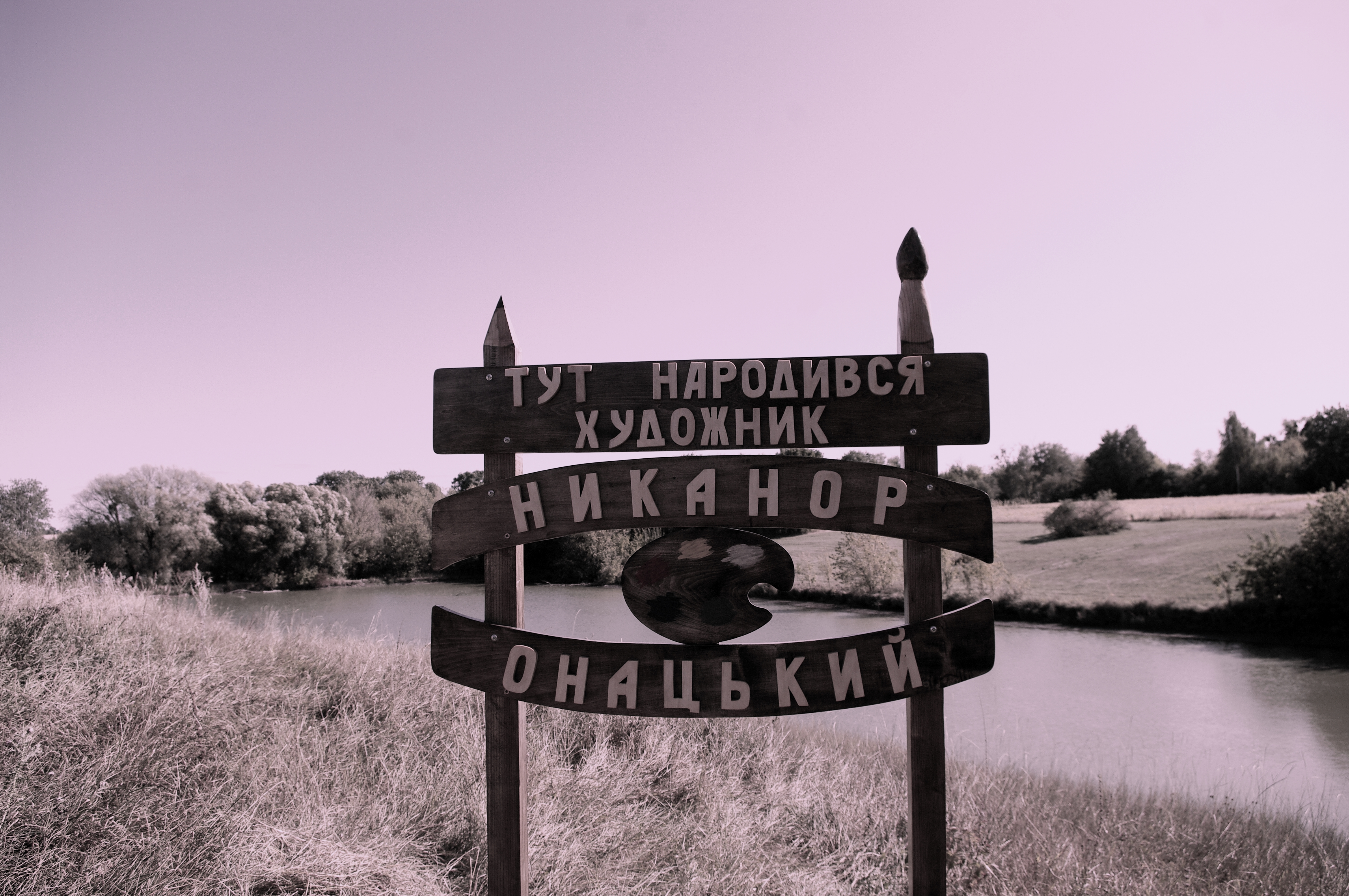
Пам'ятний знак в с. Хоменкове

19.09.2020 на малій Батьківщині письменника й художника (на хуторі Хоменкове) було встановлено пам'ятний знак «Тут народився художник Никанор Онацький». Це був підсумок праці вчителів та учнів Берестівської загальноосвітньої школи І — ІІІ ступенів.
Проєкт «Арт-пам'ятки Липоводолинщини»
Учасники проєкту: учні 11 класу Берестівської загальноосвітньої школи І — ІІІ ступенів Липоводолинської селищної ради Сумської області.
Керівники проєкту: учителі Берестівської загальноосвітньої школи І — ІІІ ступенів Липоводолинської селищної ради Сумської області Шеденко Ніна Володимирівна та Шеденко Олексій Миколайович.
Модератор проєкту: історик мистецтва, археолог, митець Аленінський Костянтин Володимирович.
Тип проєкту: дослідницький, творчий, практично-орієнтований.
Основні та дотичні предмети проєкту: технології (трудове навчання), українська література, українська мова, образотворче мистецтво, художня культура, історія України, географія, математика.

## Вибрані твори
- «Насупилось» (краєвид з трьома вітряками), 1908[2]
- «Автопортрет» (в шапці кучмі), 1909
- «Мальви», 1910[3]
- «Пасічник», 1914
- «Сарай і криниця»,1914
- «Початок осені», 1916
- «Дуб», 1916
- «Українська хата при заході сонця», 1916
- «В селі», 1917
- «Садиба» (садиба Надаржинської ?), 1919
- «Альтанка восени», 1919
- «Кленова алея восени», 1919
- «Садиба Надаржинської», 1926[2]
- «Пісня останньому проміню», 1923[3]
- «Будинок в Полтаві» (зі скляною верандою), 1935[2]
- «Вітряк», 1930-і рр[4]